# Athanasia serrata
Athanasia serrata là một loài thực vật có hoa trong họ Cúc. Loài này được Vitman mô tả khoa học đầu tiên năm 1790.